# Cratere Marca
Marca  è un cratere sulla superficie di Marte.